# Olga Olegowna Wokujewa
Olga Olegowna Wokujewa, geborene Repnizyna (russisch Ольга Олеговна Вокуева (Репницына); * 27. Juni 1992 in Oktjabrski, Baschkortostan) ist eine russische Skilangläuferin.

## Werdegang
Repnizyna nimmt seit der Saison 2010/11 vorwiegend am Skilanglauf-Eastern-Europe-Cup teil. Dabei erreichte sie im November 2013 in Werschina Tjoi mit dem dritten Platz über 10 km Freistil erstmals eine Podestplatzierung. Im Dezember 2013 startete sie bei der Winter-Universiade 2013 in Lago di Tesero und gewann dort die Bronzemedaille im Sprint. Zu Beginn der Saison 2014/15 erreichte sie mit dem dritten Rang im Sprint in Werschina Tjoi erneut eine Podestplatzierung im Eastern-Europe-Cup. Im Dezember 2014 gab sie bei der Nordic Opening in Lillehammer, welche sie auf den 47. Gesamtrang beendete, ihr Debüt im Weltcup. Im Januar 2015 holte sie in Rybinsk mit dem Plätzen 29, 26 und 17 ihre ersten Weltcuppunkte. Bei den nordischen Skiweltmeisterschaften 2015 in Falun kam sie auf den 53. Platz über 10 km Freistil. Zu Beginn der folgenden Saison belegte sie beim Eastern Europe Cup in Werschina Tjoi den dritten Platz über 10 km Freistil. Bei der Tour de Ski 2016 errang sie den 43. Platz. Nach Platz drei im Sprint beim Eastern-Europe-Cup in Werschina Tjoi, holte sie bei der Winter-Universiade 2017 in Almaty die Goldmedaille mit der Staffel. Ende März 2017 wurde sie in Chanty-Mansijsk russische Meisterin im Skiathlon.
Verheiratet wurde sie 2018 mit dem russischen Skilangläufer Jermil Wokujew.